# Othonna
Othonna es un género de plantas fanerógamas perteneciente a la familia de las asteráceas. Comprende 258 especies descritas y de estas, solo 111 aceptadas.

## Taxonomía
El género fue descrito por Carlos Linneo y publicado en Species Plantarum 2: 924. 1753. La especie tipo es: Othonna coronopifolia L. 

## Especies aceptadas
A continuación se brinda un listado de las especies del género Othonna aceptadas hasta julio de 2012, ordenadas alfabéticamente. Para cada una se indica el nombre binomial seguido del autor, abreviado según las convenciones y usos.
1. Othonna abrotanifolia
2. Othonna acutiloba
3. Othonna alata
4. Othonna alba
5. Othonna amplexifolia
6. Othonna arborescens
7. Othonna arbuscula
8. Othonna armiana
9. Othonna auriculifolia
10. Othonna brandbergensis
11. Othonna bulbosa
12. Othonna burttii
13. Othonna cacalioides
14. Othonna cakilefolia
15. Othonna campanulata
16. Othonna capensis
17. Othonna carnosa
18. Othonna chromochaeta
19. Othonna ciliata
20. Othonna clavifolia
21. Othonna coronopifolia
22. Othonna cuneata
23. Othonna cyclophylla
24. Othonna cylindrica
25. Othonna decurrens
26. Othonna dentata
27. Othonna digitata
28. Othonna divaricata
29. Othonna diversifolia
30. Othonna elliptica
31. Othonna eriocarpa
32. Othonna euphorbioides
33. Othonna filicaulis
34. Othonna floribunda
35. Othonna frutescens
36. Othonna furcata - bedelio africano[4]
37. Othonna graveolens
38. Othonna gymnodiscus
39. Othonna hallii
40. Othonna hederifolia
41. Othonna herrei
42. Othonna heterophylla
43. Othonna huillensis
44. Othonna humilis
45. Othonna incisa
46. Othonna intermedia
47. Othonna lasiocarpa
48. Othonna laureola
49. Othonna lepidocaulis
50. Othonna leptodactyla
51. Othonna lineariifolia
52. Othonna lingua
53. Othonna lobata
54. Othonna lyrata
55. Othonna macrophylla
56. Othonna macrosperma
57. Othonna membranifolia
58. Othonna mucronata
59. Othonna multicaulis
60. Othonna nana
61. Othonna natalensis
62. Othonna nodulosa
63. Othonna obtusiloba
64. Othonna oleracea
65. Othonna opima
66. Othonna osteospermoides
67. Othonna ovalifolia
68. Othonna pachypoda
69. Othonna papaveroides
70. Othonna parviflora
71. Othonna patula
72. Othonna pavelkae
73. Othonna pavonia
74. Othonna perfoliata
75. Othonna petiolaris
76. Othonna pinnata
77. Othonna plantaginea
78. Othonna pluridentata
79. Othonna primulina
80. Othonna protecta
81. Othonna pteronioides
82. Othonna purpurascens
83. Othonna pygmaea
84. Othonna quercifolia
85. Othonna quinquedentata
86. Othonna quinqueradiata
87. Othonna ramulosa
88. Othonna rechingeri
89. Othonna reticulata
90. Othonna retrofracta
91. Othonna retrorsa
92. Othonna rhamnoides
93. Othonna rosea
94. Othonna rotundifolia
95. Othonna rufibarbis
96. Othonna sedifolia
97. Othonna semicalva
98. Othonna sonchifolia
99. Othonna sparsiflora
100. Othonna spinescens
101. Othonna stenophylla
102. Othonna taraxacoides
103. Othonna tephrosioides
104. Othonna tortuosa
105. Othonna trinervia
106. Othonna triplinervia
107. Othonna umbelliformis
108. Othonna vestita
109. Othonna viminea
110. Othonna whyteana
111. Othonna zeyheri